# Августа Фердинанда Австрийска
Августа Фердинанда Австрийска (на немски: Auguste Ferdinande von Österreich; * 1 април 1825, Флоренция; † 26 април 1864, Мюнхен) от фамилията Хабсбург-Лотарингия е ерцхерцогиня на Австрия и принцеса на Тоскана, по съпръг – принцеса на Бавария.

## Биография
Тя е дъщеря на великия херцог на Тоскана Леополд II от Австрия-Тоскана (1797 – 1870) и първата му съпруга принцеса Мария Анна Саксонска (1799 – 1832), дъщеря на принц Максимилиан Саксонски.
Августа Фердинанда се омъжва на 15 април 1844 г. във Флоренция за принц-регента Луитполд Баварски (1821 – 1912) от династията Вителсбах. Той е третият син на крал Лудвиг I († 1868) и от 1886 г. до смъртта си принц-регент на Бавария от името на своя племенник крал Лудвиг II, след това за неговия душевноболен брат Ото I. Баща му първо е против този брак понеже Августа вече има симптоми на туберкулоза. Тя помага на съпруга си в управлението. С децата си тя говори винаги на италиански.
Августа умира от туберколоза през април 1864 г., само на 39 години, и е погребана в княжеската гробница на Вителсбахите в Театинската църква в Мюнхен. Луитполд Баварски не се жени втори път.

## Деца
Августа и Луитполд имат четири деца:
- Лудвиг III (1845 – 1921), последният крал на Бавария, ∞ 1868 ерцхерцогиня Мария Тереза Австрийска-Есте (1849 – 1919), дъщеря на ерцхерцог Фердинанд Карл Австрийски-Есте
- Леополд (1846 – 1930), генерал, ∞ 1873 ерцхерцогиня Гизела Австрийска (1856 – 1932), дъщеря на император Франц Йосиф I
- Тереза (1850 – 1925), писателка, Dr.h.c. на университет Мюнхен
- Арнулф (1852 – 1907), генерал, ∞ 1882 принцеса Тереза фон Лихтенщайн (1850 – 1938)